# Línea Tōzai (Metro de Tokio)
La Línea Tōzai (東西線 Tōzai-sen?) es una línea del metro de Tokio. Su nombre significa literalmente la línea Este-Oeste; fue planeada por un comité de revisión del entonces Ministerio de Transporte en 1962. Principalmente se tenía previsto reducir el tráfico en la línea  Sobu, así como proporcionar una conexión recta norte-centro de Tokio. En la actualidad, la línea Tōzao opera por encima de su capacidad debido a su accesibilidad a otras líneas, así como a la creciente evolución de demanda en la zona oriental Tokio.
La más occidental de sus estaciones es la de Nakano, que sirve como un servicio recíproco con la sección oeste de la línea Chūo-Sōbu, gestionado por la Empresa Ferroviaria Oriental de Japón. El extremo oriental es la estación de Nishi-Funabashi en la ciudad de Funabashi, en la que también hay un servicio recíproco con la sección este de la línea Chūo-Sōbu y el Ferrocarril Rápido de Tōyō. En los mapas y diagramas, la línea se muestra en azul cielo, las estaciones de la línea Tōzai llevar la letra T seguida de un número de dos dígitos. Su número de planificación de línea es el 05.
La línea Tōzai es la segunda en número de viajeros de la red de metro en Japón (después de la Línea Midōsuji del Metro de Osaka), y es la más concurrida durante las horas punta. Tiene una longitud de 30.8 km y 23 estaciones.

## Historia
La primera sección (entre Takadanobaba y Kudanshita) fue inaugurada en el 23 de diciembre de 1964. La posterior marcha de la línea fue el siguiente:
- 28 de abril de 1966: el servicio recíproco a través de la Línea Chūō de JNR comienza a Ogikubo.
- 1 de octubre de 1966: se abre la sección Takebashi–Otemachi.
- 14 de septiembre de 1967: La sección Otemachi–Tōyōchō abrió.
- 29 de marzo de 1969: la línea fue extendido de Tōyōchō a Nishi-Funabashi; se abre la sección rápida y comienza el servicio sin escalas entre Tōyōchō y Nishi-Funabashi.
- 8 de abril de 1969: el servicio en la Línea Chuo se extiende a Mitaka, y comienza el servicio a través de la línea Sōbu a Tsudanuma.
- 8 de abril de 1972: el servicio en la línea Sōbu fue retirado, excepto durante las horas punta.
- 1975: Un otro tipo de servicio rápido fue introducido, haciendo escala en Urayasu, entre Tōyōchō y Nishi-Funabashi.
- 1 de octubre de 1979: la estación Nishi-Kasai fue inaugurada.
- 27 de marzo de 1981: la estación Minami-Gyōtoku abrió.
- 1986: introducción de un servicio rápido entre Urayasu y Nishi-Funabashi.
- 1 de abril de 1987: se privatiza JNR. La Línea Chūō pasan a ser propiedad de JR East.
- 20 de marzo de 1995: El ataque de gas sarín en el metro de Tokio afecta las líneas Chiyoda, Marunouchi, y Hibiya.
- 1996: cesa el servicio rápido que se ejecutaba sin parar entre Tōyōchō y Nishi-Funabashi.
- 27 de abril de 1996: se abre el Ferrocarril Rápido de Tōyo entre Nishi-Funabashi y Toyo-Katsutadai.
- 22 de enero de 2000: se abre la estación Myōden.
- 1 de abril de 2004: Eidan pasa a ser la compañía Tokyo Metro.

Esta es la primera línea del metro de Tokio en la que funcionaron trenes rápidos (tres tipos de trenes rápidos que saltan algunas de las estaciones al este de Tōyōchō); la línea Fukutoshin comenzó el 14 de junio de 2008 y también cuenta con servicios urgentes.

## Estaciones
- Trenes locales tienen paradas a todas de las estaciones. Trenes rápidas tienen paradas a las estaciones que son marcados con un  "●" y pasan las estaciones que son marcados con un "｜". En la dirección de Nakano, algunos trenes no tienen paradas a las estaciones que son marcados con un "↑".

| Código                                                                           | Estación         | Japonés  | Longitud (km)    | Longitud (km) | Semi-Rápido | Rápido | Transferencias | Ubicación | Ubicación           |
| Código                                                                           | Estación         | Japonés  | Entre estaciones | Total         | Semi-Rápido | Rápido | Transferencias | Ubicación | Ubicación           |
| -------------------------------------------------------------------------------- | ---------------- | -------- | ---------------- | ------------- | ----------- | ------ | --- | --------- | ------------------- |
| ↑ Servicio recíproco a Mitaka a través de la Línea Chūō-Sōbu ↑                   |                  |          |                  |               |             |        | |           |                     |
| T-01                                                                             | Nakano           | 中野     | -                | 0,0           | ●           | ●      | - Línea Chūō-Sōbu - Línea Chūō (Rápida)                                                                                               | Nakano    | Tokio               |
| T-02                                                                             | Ochiai           | 落合     | 2,0              | 2,0           | ●           | ●      | | Shinjuku  | Tokio               |
| T-03                                                                             | Takadanobaba     | 高田馬場 | 1,9              | 3,9           | ●           | ●      | - Línea Yamanote - Línea Seibu Shinjuku                                                                                               | Shinjuku  | Tokio               |
| T-04                                                                             | Waseda           | 早稲田   | 1,7              | 5,6           | ●           | ●      | Línea Toden Arakawa | Shinjuku  | Tokio               |
| T-05                                                                             | Kagurazaka       | 神楽坂   | 1.2              | 6.8           | ●           | ●      | | Shinjuku  | Tokio               |
| T-06                                                                             | Iidabashi        | 飯田橋   | 1,2              | 8,0           | ●           | ●      | - Línea Namboku (N-10) - Línea Yurakuchō (Y-13) - Línea Toei Ōedo (E-06) - Línea Chūō-Sōbu                                            | Chiyoda   | Tokio               |
| T-07                                                                             | Kudanshita       | 九段下   | 0,7              | 8,7           | ●           | ●      | - Línea Hanzōmon (Z-06) - Línea Toei Shinjuku (S-05)                                                                                  | Chiyoda   | Tokio               |
| T-08                                                                             | Takebashi        | 竹橋     | 1,0              | 9,7           | ●           | ●      | | Chiyoda   | Tokio               |
| T-09                                                                             | Ōtemachi         | 大手町   | 1,0              | 10,7          | ●           | ●      | - Línea Marunouchi (M-18) - Línea Chiyoda (C-11) - Línea Hanzōmon (Z-08) - Línea Toei Mita (I-09) - Línea Sōbu (Rápida) (Tokio: JO19) | Chiyoda   | Tokio               |
| T-10                                                                             | Nihombashi       | 日本橋   | 0,8              | 11,5          | ●           | ●      | - Línea Ginza (G-11) - Línea Toei Asakusa (A-13)                                                                                      | Chūō      | Tokio               |
| T-11                                                                             | Kayabachō        | 茅場町   | 0,5              | 12,0          | ●           | ●      | Línea Hibiya (H-12) | Chūō      | Tokio               |
| T-12                                                                             | Monzen-Nakachō   | 門前仲町 | 1,8              | 13,8          | ●           | ●      | Línea Ōedo (E-15) | Kōtō      | Tokio               |
| T-13                                                                             | Kiba             | 木場     | 1,1              | 14,9          | ●           | ●      | | Kōtō      | Tokio               |
| T-14                                                                             | Tōyōchō          | 東陽町   | 0,9              | 15,8          | ●           | ●      | | Kōtō      | Tokio               |
| T-15                                                                             | Minami-Sunamachi | 南砂町   | 1,2              | 17,0          | ●           | \|     | | Kōtō      | Tokio               |
| T-16                                                                             | Nishi-Kasai      | 西葛西   | 2,7              | 19,7          | ●           | \|     | | Edogawa   | Tokio               |
| T-17                                                                             | Kasai            | 葛西     | 1,2              | 20,9          | ●           | \|     | | Edogawa   | Tokio               |
| T-18                                                                             | Urayasu          | 浦安     | 1,9              | 22,8          | ●           | ●      | | Urayasu   | Prefectura de Chiba |
| T-19                                                                             | Minami-Gyōtoku   | 南行徳   | 1,2              | 24,0          | ↑           | \|     | | Ichikawa  | Prefectura de Chiba |
| T-20                                                                             | Gyōtoku          | 行徳     | 1,5              | 25,5          | ↑           | \|     | | Ichikawa  | Prefectura de Chiba |
| T-21                                                                             | Myōden           | 妙典     | 1,3              | 26,8          | ↑           | \|     | | Ichikawa  | Prefectura de Chiba |
| T-22                                                                             | Baraki-Nakayama  | 原木中山 | 2,1              | 28,9          | ↑           | \|     | | Funabashi | Prefectura de Chiba |
| T-23                                                                             | Nishi-Funabashi  | 西船橋   | 1,9              | 30,8          | ●           | ●      | - Ferrocarril Rápido de Tōyō - Línea Chūō-Sōbu (servicios recíprocos a Tsudanuma) - Línea Musashino - Línea Keiyō                     | Funabashi | Prefectura de Chiba |
| ↓ Servicio recíproco a Tōyō-Katsutadai a través del Ferrocarril Rápido de Tōyō ↓ |                  |          |                  |               |             |        | |           |                     |

1. ↑  No hay transferencias directas entre la estación que sirve la Línea Tōzai y la estación que sirve la Línea Toden Arakawa.